# Eudarcia glaseri
Eudarcia glaseri är en fjärilsart som beskrevs av Petersen 1967. Eudarcia glaseri ingår i släktet Eudarcia och familjen äkta malar. Inga underarter finns listade i Catalogue of Life.